# Mount Arnaudo
Mount Arnaudo är ett berg i Antarktis. Det ligger i Östantarktis. Nya Zeeland gör anspråk på området. Toppen på Mount Arnaudo är 1 500 meter över havet.
Terrängen runt Mount Arnaudo är huvudsakligen kuperad. Trakten är obefolkad. Det finns inga samhällen i närheten.